# Poręb
Poręb (prononciation : [ˈpɔrɛmp]) est un village polonais de la gmina de Żmudź dans le powiat de Chełm de la voïvodie de Lublin dans l'est de la Pologne.
Il se situe à environ 15 kilomètres au sud-est de Siedlce et à 100 kilomètres à l'est de Varsovie (capitale de la Pologne).

## Histoire
De 1975 à 1998, le village est attaché administrativement à la voïvodie de Chełm.

Depuis 1999, il fait partie de la voïvodie de Lublin.